# Father Figure
Father Figure is een nummer van de Britse zanger George Michael. Het nummer werd op 28 december 1987 eerst in Europa uitgebracht als derde single van zijn album Faith. Op 28 januari 1988 volgden Australië, Nieuw-Zeeland, de VS en Canada.

## Achtergrond
De plaat werd een wereldwijde hit en behaalde in de VS zelfs de nummer 1-positie. In Canada en Ierland werd de 2e positie bereikt, IJsland de 3e, Finland de 9e, Noorwegen de 11e, Australië de 5e, Nieuw-Zeeland de 7e, Duitsland de 18e, Oostenrijk de 17e, Zwitserland de 13e, Frankrijk de 37e, Spanje de 4e, de Eurochart Hot 100 de 23e en in Michaels' thuisland het Verenigd Koninkrijk de 11e positie in de UK Singles Chart. 
In Nederland was de plaat op vrijdag 8 januari 1988 de eerste Veronica Alarmschijf van dat jaar op Radio 3 en werd mede hierdoor een gigantische hit in de destijds twee landelijke hitlijsten op de nationale publieke popzender. Father Figure werd de eerste solo-single van Michael die niét de nummer 1-positie behaalde in zowel de Nederlandse Top 40 als de Nationale Hitparade Top 100. In beide hitlijsten kwam de plaat tot de 2e positie. De zes voorgangers behaalden allen wél de nummer 1-positie in beide hitlijsten. 
In België bereikte de plaat de 2e positie in de voorloper van de Vlaamse Ultratop 50 en de 3e positie in de Vlaamse Radio 2 Top 30. In Wallonië werd géén notering behaald.
In de sinds december 1999 jaarlijks uitgezonden NPO Radio 2 Top 2000 van de Nederlandse publieke radiozender NPO Radio 2 kwan de plaat in de editie van december 2007 de lijst binnen en staat sinds 2011 onafgebroken genoteerd, met als hoogste notering een 536e positie in 2017.

## Ontstaan nummer
Father Figure is een scherp, sensueel verhaal over verleiding. Het nummer duurt meer dan vijf minuten en belichaamt de seksuele kant van de teksten van Michael die hij had opgedaan tijdens de laatste jaren in Wham!.
Het nummer zou oorspronkelijk een uptempo dancenummer zijn. Toen de zanger echter de mix van het nummer beluisterde, leek hem een wat langzamer nummer beter passen bij het geheel.
In de videoclip van het nummer is Vogue model Tania Coleridge te zien.

## Videoclip
De videoclip van Father Figure begint met een stadslandschap. Een goedgeklede vrouw (Tania Coleridge) houdt een taxi aan die bestuurd wordt door George Michael. Als hij met haar door de stad rijdt, zijn scènes te zien waarin George Michael foto's van Coleridge uit tijdschriften knipt. Het vervolg van de clip laat scenès zien waarin Coleridge modellenwerk doet (fotoshoots, catwalks) en scènes waarin ze met George Michael de liefde bedrijft.
George Michael en Andy Morahan wonnen bij de MTV Video Music Awards in 1988 een prijs voor best geregisseerde clip met Father Figure. In Nederland werd de videoclip destijds op televisie uitgezonden door AVRO's Toppop met toenmalig AVRO Radio 3 dj Bas Westerweel, Countdown van Veronica met toenmalig Veronica Radio 3 dj Simone Walraven en Popformule van de TROS met toenmalig TROS Radio 3 dj Martijn Krabbé.

## Hitnotering
| Father Figure in de Nederlandse Top 40 binnen: 16 januari 1988 | Father Figure in de Nederlandse Top 40 binnen: 16 januari 1988 | Father Figure in de Nederlandse Top 40 binnen: 16 januari 1988 | Father Figure in de Nederlandse Top 40 binnen: 16 januari 1988 | Father Figure in de Nederlandse Top 40 binnen: 16 januari 1988 | Father Figure in de Nederlandse Top 40 binnen: 16 januari 1988 | Father Figure in de Nederlandse Top 40 binnen: 16 januari 1988 | Father Figure in de Nederlandse Top 40 binnen: 16 januari 1988 | Father Figure in de Nederlandse Top 40 binnen: 16 januari 1988 | Father Figure in de Nederlandse Top 40 binnen: 16 januari 1988 | Father Figure in de Nederlandse Top 40 binnen: 16 januari 1988 |
| Week                                                           | 1                                                              | 2                                                              | 3                                                              | 4                                                              | 5                                                              | 6                                                              | 7                                                              | 8                                                              | 9                                                              |                                                                |
| -------------------------------------------------------------- | -------------------------------------------------------------- | -------------------------------------------------------------- | -------------------------------------------------------------- | -------------------------------------------------------------- | -------------------------------------------------------------- | -------------------------------------------------------------- | -------------------------------------------------------------- | -------------------------------------------------------------- | -------------------------------------------------------------- | -------------------------------------------------------------- |
| Positie                                                        | 23                                                             | 6                                                              | 4                                                              | 2                                                              | 3                                                              | 4                                                              | 10                                                             | 21                                                             | 35                                                             | uit                                                            |

### NPO Radio 2 Top 2000
| Nummer met noteringen in de NPO Radio 2 Top 2000 | '07  | '08 | '09  | '10 | '11  | '12  | '13  | '14  | '15  | '16  | '17 | '18 | '19 | '20 | '21 | '22 | '23 | '24 |
| ------------------------------------------------ | ---- | --- | ---- | --- | ---- | ---- | ---- | ---- | ---- | ---- | --- | --- | --- | --- | --- | --- | --- | --- |
| Father Figure                                    | 1518 | -   | 1832 | -   | 1700 | 1376 | 1422 | 1267 | 1548 | 1591 | 536 | 626 | 678 | 612 | 563 | 656 | 670 | 823 |

1. ↑  Een '-' betekent dat het nummer niet was genoteerd en een vetgedrukt getal geeft de hoogste notering aan.
2. ↑  2007 was het eerste jaar met een notering voor dit nummer.

## Tracklist

### VS Single (CD/cassette)
1. "Father Figure" – 5:40
2. "Look at your Hands" – 6:43

### Internationale single (CD/cassette Maxi single)
1. "Father Figure" – 5:40
2. "Father Figure" - 4:43 (Deep Remix)
3. "Father Figure" - 3:13 (handrix versie)
4. "Father Figure" - 4:11 (Cinema Remix)